# Vincenzo Gallizzi
Vincenzo Gallizzi (Maropati, 23 marzo 1927 – Maropati, 13 ottobre 2019) è stato un politico e sindacalista italiano, presidente della provincia di Reggio Calabria dal 1985 al 1990.

## Biografia
Medico e sindacalista negli anni '60, fu Presidente della Provincia di Reggio Calabria dal 1985 al 1990 con il Partito Socialista Italiano. Successivamente fu sindaco di Maropati dal 2009 al 2015.
Morì all'età di 92 anni il 13 ottobre 2019.